# Собор Воскресения Христова (Ханты-Мансийск)
Собор Воскресения Христова — православный храм в городе Ханты-Мансийске, кафедральный собор Ханты-Мансийской епархии Русской православной церкви. Посвящён главному христианскому празднику — Воскресению Иисуса Христа.
Настоятель храма — митрополит Ханты-Мансийский и Сургутский Павел.

## История
- В 1988 году — в год 1000-летия Крещения Руси — епископом Тобольским и Тюменским Антонием было выбрано место под строительство храмового комплекса и позднее здесь был установлен крест, где в дальнейшем служились молебны и проходили крестные ходы.
- 10 декабря 1999 года Димитрий, архиепископ Тобольский и Тюменский, освятил закладной камень с надписью «Во имя Отца и Сына и Святого Духа! Основася сия церковь в честь Воскресения Христова при Патриархе Московском и Всея Руси Алексие II при святительстве архиепископа Димитрия, при губернаторстве А. В. Филипенко в ознаменование 2000-летия Рождества Христова в лета от Рождества Христова 1999 год, декабрь месяц, в 10 день» на месте строительства будущего комплекса.
- 12 августа 2001 год место строительства храмового комплекса посетил Патриарх Московский и Всея Руси Алексий II.
- 24 мая 2005 года архиепископ Димитрий освятил часовню в честь святых равноапостольных Кирилла и Мефодия строящегося храмового комплекса в честь Воскресения Христова.
- 25 июня 2005 года впервые в строящемся храме в честь Воскресения Христова Димитрием, архиепископом Тобольским и Тюменским, отслужен молебен.
- С 21 по 24 мая 2006 года в Ханты-Мансийске проходили дни славянской письменности и культуры и состоялось малое освящение храма, которое совершил митрополит Крутицкий и Коломенский Ювеналий.

## Храмовый комплекс
В храмовый комплекс входит соборный храм Воскресения Христова, увенчанный золотыми куполами с крестами.
С северной стороны кафедрального собора находится «Православный парк». В летнее время в парке работают фонтаны. В середине аллеи стоит распятие и памятник святым равноапостольным Кириллу и Мефодию — просветителям славян. За храмом находится воскресная школа и православная гимназия. Справа от гимназии — храм в честь святого великого князя Владимира.

## Интерьер
Кафедральный собор Воскресения Христова расположен алтарём на восток. Венчает храм 5 золотых куполов (в честь Иисуса Христа и четырёх евангелистов) на которых установлены кресты. Справа от храма стоит колокольня. Высота колокольни — 62 м. 18 июля 2003 года благочинный по ХМАО протоиерей Николай Матвийчук отслужил молебен на всякое благое дело для поднятия самого большого 10-тонного колокола, который в этот же день был поднят на колокольню.
Перед входом в конференц-зал стоят памятники Сибирским святым Филофею Лещинскому, нетленные мощи которого были обретены в 2006 году и находятся в Тюменском Свято-Троицком монастыре, и Святителю Иоанну Тобольскому, нетленные мощи которого находятся в Покровском храме Тобольского кремля.
Алтарь отделяется от средней части иконостасом, состоящим из нескольких рядов икон и имеющим трое врат. Средние врата называются Царскими. На Царских вратах с наружной стороны находятся иконы Благовещения Пресвятой Деве Марии и четырёх евангелистов — апостолов Матфея, Марка, Луки и Иоанна. Боковые двери иконостаса с левой и правой сторон именуются соответственно северными и южными вратами (на них располагаются иконы Архангелов и архидиаконов).
В первом ряду иконостаса установлены иконы Спасителя и Божией Матери, храмовая икона Воскресения Христова, иконы святого Иоанна Тобольского, Пресвятой Божией Матери (слева от Царских врат), Вседержителя, Николая Чудотворца (справа от Царских врат) . Во втором ряду располагаются иконы великих двунадесятых праздников. В третьем ряду в центре — Господь Вседержитель, слева — Пресвятая Богородица, справа — Иоанн Креститель (также называемый Деисус). Над Царскими вратами помещается икона Тайной вечери (то есть установления Господом Иисусом Христом таинства Евхаристии в Великий четверг). Верх иконостаса венчает крест.
Северный придел храма освящен в честь всех Святых, в земле Сибирской просиявших. Слева стоит канун и Распятие. Над кануном — икона Страшного Суда. Южный придел храма освящен в честь Александра Невского.

## Престольные праздники
- 22 марта (4 апреля по н.ст.) (2010 г.) Пасха. Воскресение Христово.
- 20 июля и 27 ноября (4 августа и 9 декабря по н. ст.) — иконы Божией Матери «Знамение»
- 15 июля (28 июля по н. ст.) — святого равноапостольного князя Владимира
- 30 августа и 23 ноября (12 сентября и 6 декабря по н. ст.) — святого благоверного князя Александра Невского.